# 文明塔 (湖州市)
文明塔，位于中华人民共和国浙江省湖州市德清县乾元镇，建于明万历二十二年，是德清县仅存的明代塔式建筑。
2017年1月13日，文明塔被列入第七批浙江省文物保护单位，该文物保护单位是一座古建筑。